# Altaria (gruppo musicale)
Altaria è un gruppo musicale power metal finlandese fondato nel 2000 a Jakobstad.

## Storia
Il gruppo viene formato nel 2000 da Marko Pukkila e Tony Smedjebacka, successivamente affiancati dal cantante Johan Mattjus e dal chitarrista Jani Liimatainen, già chitarrista dei Sonata Arctica. Originariamente il nome del gruppo era Blindside. I temi trattati riguardano la religione e tematiche fantasy.

## Formazione
- Marco Luponero - voce, basso
- Juha-Pekka "J-P" Alanen - chitarra
- Petri Aho - chitarra
- Tony Smedjebacka - batteria

## Discografia

### Demo
- 2001 - Sleeping Visions
- 2002 - Feed the Fire

### Album in studio
- 2003 - Invitation
- 2004 - Divinity
- 2006 - The Fallen Empire
- 2009 - Unholy
- 2022 - Wisdom

### Raccolte
- 2007 - Divine Invitation